# James Brown Scott

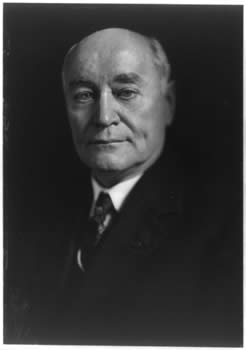
James Brown Scott

James Brown Scott (* 3. Juni 1866 in Kincardine, Ontario; † 25. Juni 1943 in Annapolis, Maryland) war ein amerikanischer Jurist und Professor. Er war Mitbegründer der Amerikanischen Gesellschaft für internationales Recht und erster Chefredakteur des American Journal of International Law. Zudem beteiligte er sich wesentlich an der Gründung des Ständigen Internationalen Gerichtshofs und der Haager Akademie für Völkerrecht.

## Familie
Scott wurde als Sohn des Steinmetzes John Scott und dessen Frau Janette Brown, der Tochter eines Webers, in Kanada geboren. Seine Eltern waren beide unabhängig voneinander 1849 aus Schottland nach New York City ausgewandert, hatten sich dort kennengelernt und 1853 geheiratet. Die Familie lebte bis 1869 in Kanada, übersiedelte dann bis 1871 nach Philadelphia, kehrte nach Kanada zurück um dann ab 1876 dauerhaft in Philadelphia zu leben. Scott war das jüngste von fünf Kindern. Er hatte drei Schwestern und einen Bruder. Während sein Bruder schon mit 15 Jahren starb, waren alle seine Schwestern beruflich äußerst erfolgreich. Während die älteste, Mary, nach einem Abschluss am Woman’s Medical College of Pennsylvania als eine der ersten Frauen am Institut Pasteur aufgenommen wurde, arbeitete Margaret als Professorin für Romanische Sprachen an den Universitäten von Illinois und Syracuse und Scotts jüngste Schwester Jeanette studierte Kunstgeschichte und verfolgte dann eine Karriere in der universitären Lehre, ebenfalls an der Syracuse University. Am 1. September 1901 heiratete Scott Adele C. Cooper, geborene Reed in Champaign, Illinois. Das Paar lernte sich 1899 an der University of Illinois kennen, wo Scott als Dekan der juristischen Fakultät tätig war, während Cooper dort Bibliothekswissenschaften studierte.

## Leben

### Ausbildung und frühe berufliche Jahre
Seine Kindheit verbrachte Scott größtenteils in Philadelphia. Dort besuchte er von 1881 bis 1885 die Central High School. Seine universitäre Ausbildung erhielt er zunächst am Harvard College, wo ihm 1890 mit Summa cum laude der Bachelor of Arts und ein Jahr später der Magister Artium verliehen wurde. Wegen seiner guten Leistungen wurde Scott das Parker-Stipendium verliehen. Dieses Reisestipendium ermöglichte ihm ein Studium in Berlin, Heidelberg und Paris. Dort spezialisierte er sich auf Völkerrecht. An der Universität Heidelberg promovierte er sich zum Doktor der Rechte. Nachdem er dort an einer Lungenkrankheit erkrankte, unternahm er 1893 eine Rundreise durch Palästina, Kleinasien, Konstantinopel, Griechenland und Ägypten, um sich zu erholen. Dort traf er auf Nicholas Murray Butler, mit dem ihn anschließend eine lebenslange Freundschaft verband. 1894 kehrte er in sein Heimatland zurück und ließ sich in Los Angeles nieder. Er begann die praktische Ausbildung zum Rechtsanwalt, wurde im Juli 1895 zugelassen und praktizierte dann als Rechtsanwalt. Neben seiner anwaltlichen Tätigkeit engagierte er sich ab 1896 beim Aufbau der Los Angeles Law School, dem Vorläufer der heutigen rechtswissenschaftlichen Fakultät der University of Southern California, deren Dekan er drei Jahre lang war. Mit Ausbruch des Spanisch-Amerikanischen Kriegs meldete sich Scott freiwillig zur Kalifornischen Nationalgarde und wurde am 5. Mai 1898 dem 7th Regiment of California Volunteers im Range eines Private zugeteilt. Scotts Regiment war zu keiner Zeit in Kampfhandlungen verwickelt und er schied bereits am 2. Dezember 1898 im Rang eines Korporals wieder aus der Armee aus.

### Akademischer Werdegang
1899 nahm Scott die Stelle des Dekans der rechtswissenschaftlichen Fakultät der University of Illinois at Urbana-Champaign an. 1903 erhielt er einen Ruf auf eine Professur an der Columbia University. Dort übernahm er zugleich die Herausgeberschaft des Columbia University Quarterly, einer rechtswissenschaftlichen Fachzeitschrift. Drei Jahre später wechselte er in den Dienst der Regierung und war für das Außenministerium der Vereinigten Staaten tätig. 1911 wechselte er zur Carnegie-Stiftung für internationalen Frieden, wo er die Leitung der Abteilung für völkerrechtliche Fragen übernahm. Neben seiner beruflichen Tätigkeit unterrichtete Scott weiterhin. So hielt er von 1906 bis 1911 Vorlesungen zum Völkerrecht an der George Washington University und der Johns Hopkins University. 1910 bewarb er sich auf die Chichele-Lehrstuhl für Völkerrecht, unterlag letztlich aber gegen Henry Erle Richards, da das Wahlkomitee keinen Amerikaner auf den Lehrstuhl wählen wollte. 1921 kehrte Scott in den universitären Dienst zurück und übernahm eine Professur für Völkerrecht und Internationale Beziehungen an der Georgetown School of Foreign Service, die er bis 1940 innehatte. Daneben übernahm er zwischen 1933 und 1940 auch eine Professur für Völkerrecht und Römisches Recht an der Georgetown University. Scott hatte auch mehrere Gastprofessuren im Ausland inne, unter anderem an der Universidad de Chile, den Universitäten von Havana und Salamanca sowie in Frankfurt am Main, Kiel und München. Kurz vor seinem 75. Geburtstag wurde Scott am 9. Juni 1941 emeritiert.

### Tätigkeiten im Bereich des Völkerrechts

#### American Journal of International Law und American Society of International Law
Neben seinen diversen Professuren im Bereich des Völkerrechts engagierte sich Scott in diesem Bereich auch in erheblichem Maß außeruniversitär. Die Idee zur Schaffung einer Fachzeitschrift für internationales Recht in englischer Sprache hatte Scott 1903, als er den Ruf an die Columbia University erhielt. Da ihn der Dekan der University of Illinois zum Bleiben bewegen wollte, forderte Scott die Schaffung einer solchen Zeitschrift. Als dies abgelehnt wurde, nahm er den Ruf an die Columbia University an.
Am 1. Juni 1905 traf er sich mit George W. Kirchwey (1855–1942) und Robert Lansing, um die Möglichkeit der Schaffung einer englischsprachigen Gesellschaft zur Voranbringung des internationalen Rechts zu diskutieren. Auf Vorschlag dieser drei wurde auf der Lake Mohonk Konferenz zur Internationalen Schiedsgerichtsbarkeit beschlossen, die Amerikanische Gesellschaft für internationales Recht und das American Journal of International Law zu gründen. In der Gründungsphase der Gesellschaft wurde Scott zum geschäftsführenden Sekretär und Schatzmeister der Gesellschaft gewählt und am 29. Januar 1906 zu deren Protokollführer bestellt. Bis sich Scott 1924 als Protokollführer der Gesellschaft zurückzog, war er aktiv an der Planung der jährlich stattfindenden Konferenzen beteiligt.
Zwischen 1924 und 1929 bekleidete er das Amt des Vizepräsidenten, bevor er schließlich zum Präsidenten der Gesellschaft gewählt wurde. Diese Stellung hatte er zehn Jahre inne und wurde mit seinem Ausscheiden 1939 zum Ehrenpräsidenten ernannt.
Neben seiner Tätigkeit für die Gesellschaft oblag ihm auch die Planung für die erste Veröffentlichung des American Journal of International Law. Die erste Ausgabe der Zeitschrift erschien im Januar 1907. Während der ersten beiden Jahre führte Scott den Titel des geschäftsführenden Redakteurs, ab 1909 war er Chefredakteur. 1924 zog er sich von diesem Posten zurück und wurde zum Ehrenredakteur der Zeitschrift ernannt. Auch nach seinem Ausscheiden blieb er der Gesellschaft und der Zeitschrift treu und nahm regelmäßig an den Sitzungen teil, bis er krankheitsbedingt hierzu nicht mehr in der Lage war.

#### Mitwirkung an der Gründung des Ständigen Internationalen Gerichtshofs

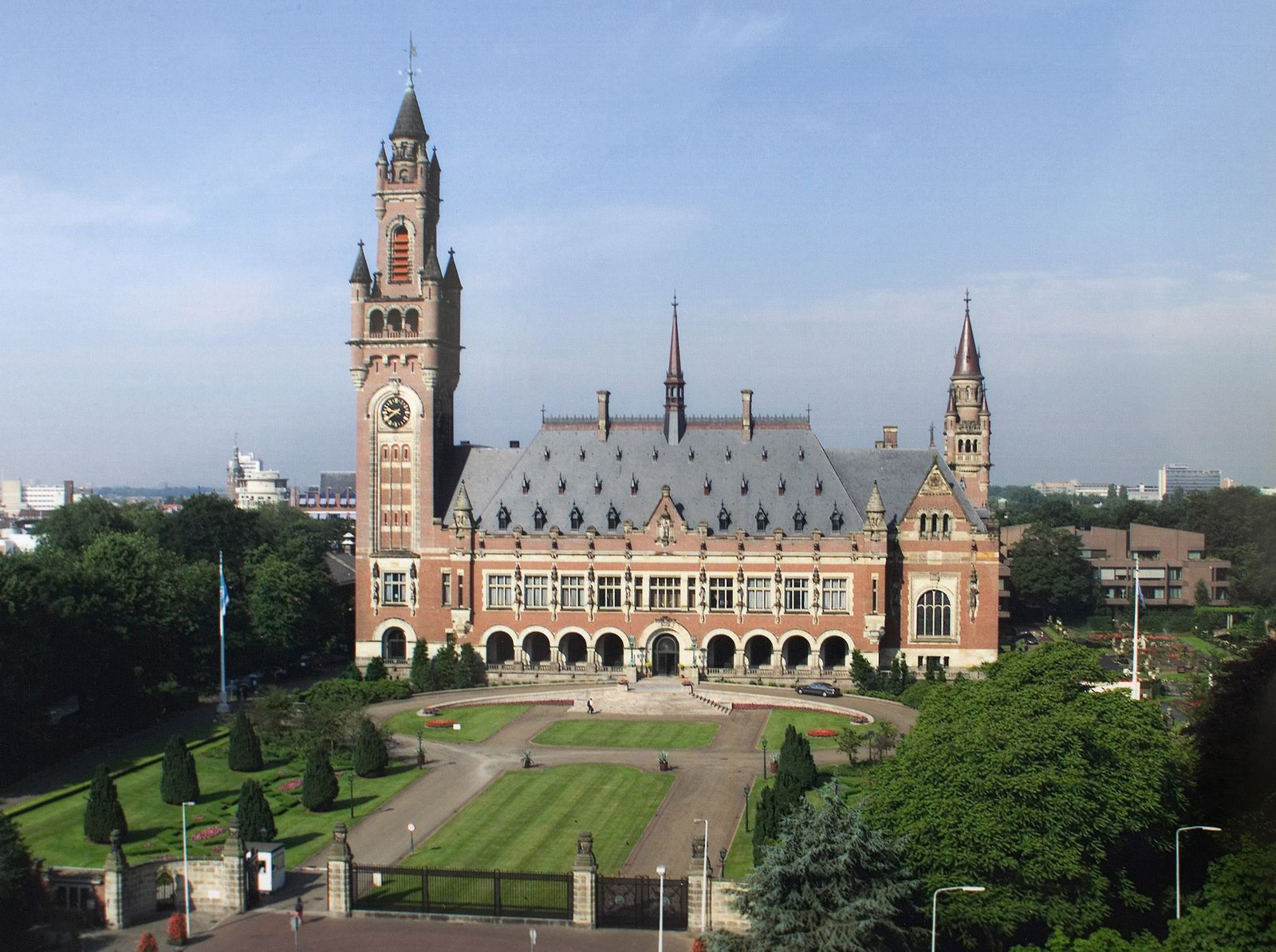
Friedenspalast Den Haag, Sitz des Ständigen Internationalen Gerichtshofs

1906 bewarb sich Scott erfolgreich als Rechtsberater der Regierung bei Elihu Root. Nachdem Root als Außenminister durch Robert Bacon abgelöst wurde, dem schließlich Philander C. Knox folgte, verblieb Scott in seiner Position. Er wirkte, wie schon zuvor unter Root, immer wieder auf seine Vorgesetzten ein, auf internationaler Ebene auf die Schaffung eines Ständigen Internationalen Gerichtshofs hinzuwirken.
Nach mehreren erfolglosen Versuchen gründete er zusammen mit Theodore Marburg (1862–1946) die Amerikanische Gesellschaft zur Beilegung internationaler Streitigkeiten. Mit finanzieller Unterstützung der Carnegie-Stiftung für internationalen Frieden verfolgte diese Gesellschaft weiterhin das Ziel der Gründung eines Ständigen Internationalen Gerichtshofs. Nach Eintritt der Vereinigten Staaten in den Ersten Weltkrieg stellte die Gesellschaft ihre Arbeit jedoch ein.
Scotts Wechsel aus dem Staatsdienst zur Carnegie-Stiftung für internationalen Frieden änderte nichts an seinem Vorhaben. Durch Scotts erheblichen Einflussnahme bei den Verhandlungen der Pariser Vorortverträge gelang es, den Ständigen Internationalen Gerichtshof als Organ des Völkerbundes in Art. 14 der Satzung des Völkerbundes zu verankern. In der Folge war Scott an der Ausarbeitung des Statuts des Gerichtshofs beteiligt. Nachdem am 16. Dezember 1920 das Protokoll zur Schaffung des Ständigen Internationalen Gerichtshofs verabschiedet worden war, nahm das Gericht am 15. Februar 1922 die Arbeit auf.

#### Mitwirkung an der Gründung der Haager Akademie für Völkerrecht
Während der zweiten Haager Friedenskonferenz erfuhr Scott zum ersten Mal von der Idee des schweizerischen Völkerrechtlers Otfried Nippold, eine Akademie für Völkerrecht in Den Haag zu gründen. Nachdem Scott 1911 den Posten des Direktors der Carnegie-Stiftung für internationalen Frieden übernommen hatte, erreichte ihn ein Brief des niederländischen Außenministers Tobias Asser, der den Entwurf eines Statuts für eine Akademie enthielt. Nachdem die Carnegie-Stiftung ihre grundsätzliche Unterstützung zugesagt hatte, vermittelte Scott in den nächsten beiden Jahren zwischen verschiedenen internationalen Organisationen, wie etwa dem Institut de Droit International und der International Law Association, die sich sämtlich positiv über die mögliche Gründung äußerten. Mit der niederländischen Regierung vereinbarte Scott, dass die Akademie nicht zu den bereits bestehenden Universitäten in den Niederlanden in Konkurrenz treten sollte und daher lediglich Sommer- und Winterkurse, vor allem für Angehörige des auswärtigen Dienstes, anbieten sollte. Als Scott 1913 schließlich die Finanzierung durch die Carnegie-Stiftung sicherstellen konnte, wurde die Haager Akademie für Völkerrecht am 27. Januar 1914 offiziell gegründet. Der Ausbruch des Ersten Weltkrieges und dessen Nachwirkungen verhinderten jedoch zunächst die Aufnahme des Vorlesungsbetriebs. Die ersten Vorlesungen fanden daher erst am 16. Juli 1923 statt.

#### Sonstige Tätigkeiten
Als Berater der US-Regierung war Scott zuständig für die Durchsetzung von Ansprüchen amerikanischer Staatsangehöriger gegen ausländische Staaten. In dieser Position vertrat er die Vereinigten Staaten in zahlreichen Prozessen vor dem Ständigen Internationalen Gerichtshof in Den Haag. Zudem nahm er als Berater der amerikanischen Delegation an mehreren völkerrechtlichen Konferenzen teil. So war er unter anderem Berater bei der zweiten Haager Friedenskonferenz. Als Elihu Root 1909 zum Senator für New York gewählt wurde, zog er Scott weiterhin als Berater hinzu. Auch darüber hinaus beriet Scott die amerikanische Regierung. So übernahm er mit Ausbruch des Ersten Weltkrieges den Vorsitz eines neu geschaffenen Ausschusses, der die Regierung, bis zum Kriegseintritt der Vereinigten Staaten, in Fragen der Neuträlität beriet. Mit Ende des Krieges war Scott mit den völkerrechtlichen Fragen des Friedensvertrages befasst. Ferner war Scott Teil der amerikanischen Delegation bei der Washingtoner Flottenkonferenz 1922.

## Auszeichnungen (Auswahl)
Im Gesamten wurden Scott 17 Ehrendoktortitel verliehen, darunter von der Cambridge University und der Queen’s University in Ontario. 1908 wurde Scott zunächst assoziiertes und 1910 dann Vollmitglied des Institut de Droit International. 1919 nahm man ihn in die Académie royale des Sciences, des Lettres et des Beaux-Arts de Belgique auf. Scott gehörte ab 1921 auch dem Institut de France an und wurde 1928 von der Carnegie-Stiftung zum Visiting Carnegie Professor für Internationale Beziehungen ernannt. 1935 nahm ihn auch die American Academy of Arts and Sciences als Mitglied auf. Scott wurde insgesamt sechs Mal für den Friedensnobelpreis vorgeschlagen, unter anderem von Gilbert Gidel und Karl Strupp.

## Publikationen (Auswahl)
- The Organization of International Justice. American Peace Society, Washington D.C. 1917 (Digitalisat).
- mit Víctor M. Maúrtua: Observations on nationality. Oxford University Press, New York 1930.
- Die richterliche Entscheidung von internationalen Streitfällen. (= Zeitschrift für Völkerrecht. Beiheft). Kern, Breslau 1933.
- Le progrès du droit des gens. Ed. International, Paris 1934.
- Cases on International Law. 2. Auflage. West. Publ. Comp., St. Paul 1937.